# Goaitsen van der Vliet
Gooitzen Herman (Goos) van der Vliet (Surhuizum, 1951) is een Nederlands auteur, uitgever, onderzoeker, streektaalkenner, softwarebouwer en, bij gelegenheid, muzikant. 
Hij publiceert ook in het Fries en in en over het Twents. Hij was frontman van de eerste Friestalige rockband Rockploech Spul (1977-1982). Hij is de maker van het digitale woordenboek Dialexicon Twents en oprichter en conservator van de Twentse Taalbank. Sinds 1975 is zijn auteursnaam Goaitsen van der Vliet, zoals zijn geboortekaartje vermeldt.

## Biografie
Van der Vliet groeide op in Bergum en vertrok in 1969, na het voltooien van de HBS (B) in Drachten, naar Enschede voor een studie elektrotechniek aan de toenmalige TH Twente (nu Universiteit Twente). Hij studeerde af in 1978 met extra aantekening Biomedische Oriëntatie. Na twee researchassistentschappen die resulteerden in wetenschappelijke publicaties, en een softwareklus in Melbourne (Florida), begon hij in 1981 aan zijn twaalfjarige carrière als softwarebouwer in vaste dienst bij ICT Novotech, gedetacheerd bij Philips X-Ray Analytical in Almelo. Ter compensatie werkte hij maar vier dagen in de week om voldoende tijd over te kunnen houden voor de minder exacte bezigheden die hij in zijn studiejaren was begonnen, onder andere als dichter en schrijver, als frontman van een Friestalige rockband, als redacteur van enkele literaire bladen en, vanaf 1986, als uitgever van De Oare útjouwerij (De Andere uitgeverij). 
In verband met de uitgave van de gedichtenbundel Heftan tattat! van Willem Wilmink begon Van der Vliet zich te verdiepen in het Twents dialect. Mede door het verkoopsucces van die bundel zei hij begin 1993 zijn softwarebaan op om zich nog meer op allerlei taalzaken te kunnen richten, onder andere met zijn dienstverlenend eenmansbedrijf Bits & Books. Dat ging goed tot het millenniumjaar, waarin hij zich na een inzinking genoodzaakt zag (en in staat bleek) de draad als softwarebouwer in loondienst weer op te pakken, tot 2003. Hierna werkte hij voor verschillende projecten, waaronder het boek Doordouwers en verhalenbouwers (2005, over elf grote Twentse merken), de Twentse regiosoap Van jonge leu en oale groond (2005-2006), een gastcuratorschap 'Innovatief Twente' bij de inrichting van het museum TwentseWelle (2006-2008) en vanaf 2010 de Twentse Taalbank. Voor zijn uitgave van de woordenboeken Twents-Nederlands en Nederlands-Twents in 2011 ontving hij een ridderorde en de Twentse Taalprijs. 
Van der Vliet is vader van twee dochters en woont en werkt nog steeds in Enschede.

## Publicaties onder andere
- 1980 - Calculation of the conduction velocity of short nerve fibres, in Medical & Biological Engineering & Computing, pag. 749-757, met Jan Holsheimer en Dieter Bingmann.
- 1997 - Asterix den Galliër, Kats in t plat! (De Oare útjouwerij), Twentse vertaling, met Frank Löwik, ISBN 9071610411.
- 2003 - De verdichting, Twentse vertalingen van gedichten uit de wereldliteratuur met bijbehorende overwegingen, 8 afleveringen in opinieweekblad De Roskam.
- 2005 - Doordouwers en verhalenbouwers (SIR), Merken gesterkt in Twente, met Bert de Haan, ISBN 9071610624.
- 2009 - Riemweurdkesbook (De Oare útjouwerij), Twents rijmwoordenboek, ISBN 9789071610684.
- 2010-2013 - Wat schrif dat blif, Twentse taalrubriek, 12 afleveringen in kwartaalblad 't Inschrien.
- 2011 - Woordenboek Twents-Nederlands (De Oare útjouwerij), ISBN 9789071610707.
- 2011 - Woordenboek Nederlands-Twents (De Oare útjouwerij), ISBN 9789071610714.
- 2016 - Op zoek naar de gezichten van de steden van Overijssel, 'met derzelver tongval', in Overijsselse Historische Bijdragen 131, pag. 9-39.
- 2016-2019 - Dree kortn en dree langn, Twentse taalrubriek, 10 afleveringen in kwartaalblad Aold Hoksebarge.
- 2022 - De 13 fan Obbe Sjutsje (Utjouwerij DeRyp), De singeliere histoarje fan de Postma's fan De Tempel yn 'e Sânfurdterryp, met Mechtilde Postma, ISBN 9789083163864. Derde druk 2023 (De Oare útjouwerij), ISBN 9789071610769.
- 2023 - De 13 van Obbe en Sjutje (De Oare útjouwerij), Lotgevallen van een buitengewone boerenfamilie op het voeteneind van de wereld, historisch boek over een gezin met een ongehoord aantal gevallen van schizofrenie, met Mechtilde Postma, ISBN 9789071610776.
- 2025 - Dialexicon Twents Online (Bits & Books), Digitaal Twents woordenboek T-N en N-T voor internetgebruik op laptop en mobiel, met Gijs Leussink.[3]